# Joy (バンド)
joy （ジョイ） は、2006年に結成した日本のロックバンド。

## メンバー

### メンバー
- 天田優子（あまだ ゆうこ） - ボーカル、ギター担当。2017年～ソロプロジェクト「immortal noctiluca」で活動中[2]。
- 松本泰樹（まつもと やすき） - ギター担当。
- 中村俊哉（なかむら としや） - ドラムス担当。

### 元メンバー
- えりこ - キーボード担当。
- 小瀧恵（こだき めぐみ） - ドラムス担当。
- 釜谷雪花（かまたに ゆきか） - キーボード担当。
- 本間友大（ほんま ともひろ） - ベース担当。

## 来歴
2006年
- 春、活動開始。

2008年
- 7月、1stミニアルバム「コラージュ」リリース。

2009年
- 7月、2ndミニアルバム「リアリズム」リリース。

2010年
- 10月、えりこ脱退。

2011年
- 6月、3rdミニアルバム「シュールレアリズム」リリース。
- 12月、釜谷加入。

2012年
- 4月、4thミニアルバム「リプレイ」リリース。
- 9月、1stシングル「アイオライト」でメジャーデビュー。
- 10月、トリビュートカバーアルバム「SHE LOVES YOU」に参加。
- 11月、1stフルアルバム「カレイドスコープ」リリース[3]。

2014年
- 11月、小瀧、釜谷脱退。中村加入。

2015年
- 3月、本間脱退。
- 8月2日、ユサソニ2015のイベントに参加。このラストライブをもって解散[4]。

## ディスコグラフィ

### シングル
|     | タイトル     | 発売日       | 販売生産番号                                  | 最高順位 |
| --- | ------------ | ------------ | --------------------------------------------- | -------- |
| 1st | アイオライト | 2012年9月5日 | SRCL-8088/9（期間限定盤） SRCL-8090（通常盤） | 58位     |

### 参加作品
| タイトル      | 発売日         | 販売生産番号 | 収録曲           | 備考                                                       |
| ------------- | -------------- | ------------ | ---------------- | ---------------------------------------------------------- |
| HELLO!!2008   | 2008年10月1日  | TLRS-0008    | M1.es            | ライブハウス、大阪福島LIVE SQUARE 2nd LINEのオムニバスCD。 |
| SHE LOVES YOU | 2012年10月24日 | SRCL-8135(X) | M12.feel my soul | YUIのトリビュート・アルバム。                              |

## タイアップ
| 使用年 | 楽曲         | タイアップ                                                                                    |
| ------ | ------------ | --------------------------------------------------------------------------------------------- |
| 2012年 | アイオライト | MBS・TBS系アニメ『エウレカセブンAO』後期エンディングテーマ（第14話 - 第21話、第23話・第24話） |

## ミュージックビデオ
| 監督               | 曲名             |
| マイケル・アリアス | 「アイオライト」 |

## 主なライブ
- 2008年11月02日 - MINAMI WHEEL 2008
- 2009年10月31日 - MINAMI WHEEL 2009
- 2010年08月28日 - TREASURE05X 2010 ～WE ROCK!～
- 2010年09月05日 - TOKYO BOOT UP! 2010
- 2010年11月14日 - MINAMI WHEEL 2010
- 2011年10月16日 - MINAMI WHEEL 2011
- 2011年12月30日 - LIVE DI:GA JUDGEMENT 2011
- 2012年02月22日 - Future Greeting Circuit
- 2012年03月03日 - NEW TOWER GENERATION 2012
- 2012年03月25日 - 卒フェス2012 ～サクラサクトキトビラアク～
- 2012年10月14日 - MINAMI WHEEL 2012
- 2012年10月23日 - LIVE BOUND! Oct.
- 2012年12月31日 - LIVE DI:GA JUDGEMENT 2012
- 2015年03月08日 - TRYADD vol.1
- 2015年04月26日 - Bee Chaser
- 2015年06月28日 - SUNDAY NIGHT SPECIAL